# Тернат
Тернат (на нидерландски: Ternat) е селище в Централна Белгия, окръг Хале-Вилворде на провинция Фламандски Брабант. Населението му е около 14 600 души (2006).